# Баварский округ

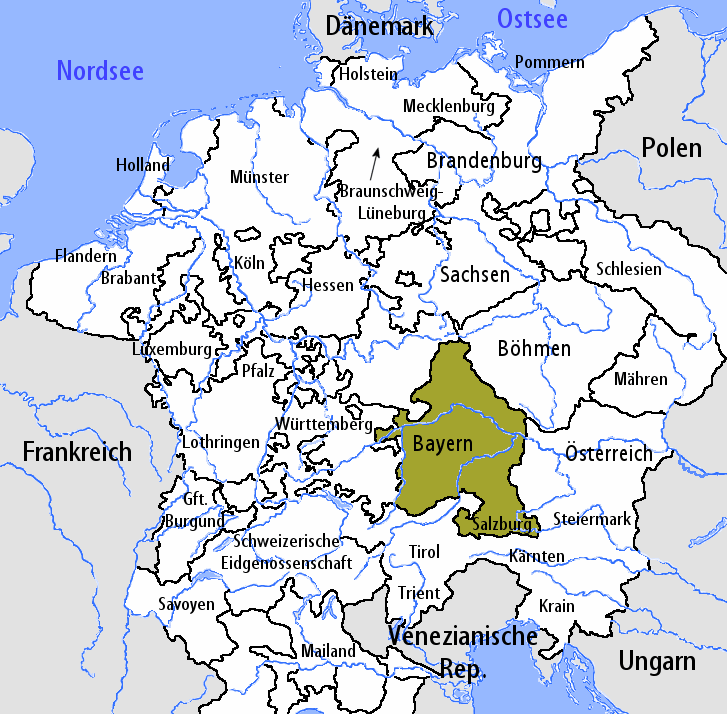
Карта имперских округов в начале XVI века. Баварский округ показан коричневым цветом

Бава́рский о́круг — один из имперских округов Священной Римской империи.
В некоторых источниках округ называется — Баварский имперский округ (нем. Bayerischer Reichskreis).

## История
2 июля 1500 года, на Аугсбургском рейхстаге (всесословное собрание), созванном германо-римским императором Максимилианом I, Германо-римская империя была разделена на шесть имперских округов, для лучшего управления, перед лицом угрозы от Османской империи и в целях военно-фискальных, повышения эффективности госуправления, поддержания порядка и решения межгосударственных конфликтов с примирением немецких католиков и протестантов, и одним из них был Баварский.
Ведущим государством округа являлась Бавария, курфюрстам которой к концу XVIII века удалось включить в состав своих владений практически все прочие светские княжества округа. Среди церковных государств округа крупнейшим и наиболее влиятельным было архиепископство Зальцбург (отошло к Австрийской империи), которое, после секуляризации в 1803 году стало курфюршеством.
Баварский округ также включал в себя вольный (свободный) город Регенсбург (второй вольный (свободный) город округа Донаувёрт был в 1607 году присоединён к Баварии).

## Состав округа
В конце XVIII века в состав округа входили следующие государственные образования (территории):
| Имперские епископства                    |                              |                       |                                                              |                       |                       |                       |
| Зальцбург                                | Архиепископство              | Независимое           | Секуляризовано в 1803 году, в 1803—1805 годах — курфюршество | Австрийская империя   |                       |                       |
| Пассау                                   | Епископство                  | Независимое           | Секуляризировано в 1803 году Зальцбургом                     | Бавария               |                       |                       |
| Регенсбург                               | Епископство                  | Независимое           | Секуляризировано в 1803 году, с 1805 года — курфюршество     | Бавария               |                       |                       |
| Фрайзинг                                 | Епископство                  | Независимое           | Секуляризировано в 1803 году Баварией                        | Бавария               |                       |                       |
| Имперские аббатства и имперские пробства |                              |                       |                                                              |                       |                       |                       |
| Берхтесгаден                             | Пробство                     | Независимое           | Секуляризировано в 1803 году Зальцбургом                     | Австрийская империя   |                       |                       |
| Нидермюнстер-ин-Регенсбург               | Аббатство                    | Квази-государство     | Секуляризировано в 1803 году Регенсбургом                    | Бавария               |                       |                       |
| Обермюнстер-ин-Регенсбург                | Аббатство                    | Квази-государство     | Секуляризировано в 1803 году Регенсбургом                    | Бавария               |                       |                       |
| Санкт-Эммерам                            | Аббатство                    | Квази-государство     | Секуляризировано в 1803 году Регенсбургом                    | Бавария               |                       |                       |
| Имперские княжества                      |                              |                       |                                                              |                       |                       |                       |
| Бавария                                  | Курфюршество                 | Независимое           | —                                                            | —                     |                       |                       |
| Пфальц-Нойбург                           | Герцогство                   | Бавария (с 1777 года) | Бавария (с 1777 года)                                        | Бавария (с 1777 года) |                       |                       |
| Пфальц-Зульцбах                          | Герцогство                   | Бавария (с 1777 года) | Бавария (с 1777 года)                                        | Бавария (с 1777 года) |                       |                       |
| Лёйхтенберг                              | Ландграфство                 | Бавария (с 1770 года) | Бавария (с 1770 года)                                        | Бавария (с 1770 года) |                       |                       |
| Имперские графства и имперские синьории  |                              |                       |                                                              |                       |                       |                       |
| Ортенбург                                | Графство                     | Независимое           | Передано в 1803 году Баварии                                 | Бавария               |                       |                       |
| Хаг                                      | Графство                     | Бавария (с 1567 года) | Бавария (с 1567 года)                                        | Бавария (с 1567 года) |                       |                       |
| Штернштейн                               | Графство                     | Независимое           | Медиатизировано в 1803 году Баварией                         | Бавария               |                       |                       |
| Брейтенег                                | Сеньория, имперское графство | Независимое           | Присоединено в 1792 году к Баварии                           | Бавария               |                       |                       |
| Гогенвальдек                             | Сеньория                     | Бавария (с 1736 года) | Бавария (с 1736 года)                                        | Бавария (с 1736 года) |                       |                       |
| Оберзульцбург и Пирбаум                  | Сеньория                     | Бавария               | Бавария                                                      | Бавария               |                       |                       |
| Штауфен-Эренфельс                        | Сеньория                     |                       |                                                              | Бавария (с 1777 года) | Бавария (с 1777 года) | Бавария (с 1777 года) |
| Вольные (Свободные) города               |                              |                       |                                                              |                       |                       |                       |
| Регенсбург                               | Вольный (Свободный) город    | Независим             | Присоединено в 1803 году к княжеству Регенсбург              | Бавария               |                       |                       |

## Войска
Войска Баварского округа в основном были сформированы герцогством Бавария и Зальцбургским архиепископством. В 1681 году войсковой контингент Баварского округа в армии германо-римской империи составлял 800 человек кавалерии и 1 494 человека инфантерии.